# Darron Nell
Pour les articles homonymes, voir Nell.
Pas d'image ? Cliquez ici

a Compétitions nationales et continentales officielles uniquement.

Dernière mise à jour le 1 avril 2025.
Darron Paul Nell, né le 3 août 1980 à Uitenhage en Afrique du Sud, est un joueur sud-africain de rugby à XV évoluant au poste de troisième ligne aile ou de troisième ligne centre.

## Biographie
Darron Nell fait toute sa carrière sous les couleurs des Free State Cheetahs, avec qui il remporte la Currie Cup à trois reprises, et joue parallèlement deux saisons avec les Cheetahs en Super 14. Il signe pour le Castres olympique en 2008 et y passe deux saisons. Puis il retourne en Afrique du Sud où il joue avec les Eastern Province Kings en Currie Cup et avec les Southern Kings en Super 15.

## Palmarès
- Vainqueur de la Currie Cup en 2005, 2006 et 2007